# Cratere Möbius
Möbius è un cratere lunare di 48,96 km situato nella parte nord-occidentale della faccia nascosta della Luna.